# Jack London (serie televisiva)
Jack London (Jack London's Tales of the Klondike) è una serie televisiva canadese in 6 puntate trasmesse per la prima volta nel 1981.
È una serie di tipo antologico in cui ogni episodio rappresenta una storia a sé. Gli episodi sono storie d'avventura basate sui racconti di Jack London e vengono presentati dalla voce di Orson Welles. Tra gli interpreti: Scott Hylands, Robert Carradine, Neil Munro, Eva Gabor, John Candy e Cherie Lunghi.

## Produzione
La serie fu prodotta da Canadian Broadcasting Corporation e Norfolk Communications. Tra gli sceneggiatori è accreditato Carol Bolt.

### Registi
Tra i registi sono accreditati:
- David Cobham
- Claude Fournier
- Janine Manatis
- Peter Pearson
- Peter Rowe

## Distribuzione
La serie fu trasmessa in Canada dal 16 maggio 1981 al 6 giugno 1981 sulla rete televisiva Canadian Broadcasting Corporation. In Italia è stata trasmessa con il titolo Jack London.